# Nebojša Popović
Nebojša Popović (Prijedor, 28 de abril de 1947) é um ex-handebolista iugoslavo, foi campeão olímpico.

## Títulos
- Jogos Olímpicos:
  - Ouro: 1972